# Perła Bałtyku
Perła Bałtyku – mineralna woda solankowa z Kołobrzegu, z utworów czwartorzędowych - słonawa, chlorkowo-wodorowęglanowosodowa o mineralizacji nie przekraczającej 0,2% stężenia NaCl. Przez wiele lat była markowym, powszechnie dostępnym produktem Uzdrowiska Kołobrzeg - najpierw przedsiębiorstwa państwowego, a następnie spółki akcyjnej. Obecnie nie jest produkowana. 
Nazwę produktu wymyślił w 1967 Stanisław Strzałkowski, ówczesny dyrektor administracyjny uzdrowiska. Napis z etykiety reklamował: Woda mineralna ze źródła 16a w Kołobrzegu, orzeźwia, wzmaga apetyt, wzmaga trawienie, pobudza perystaltykę jelit, działa kojąco i przeciwzapalnie, wpływa korzystnie na chemizm soków ustrojowych oraz przemianę materii. Osad naturalny.
Produkcję wody prowadzono w rozlewni przy ul. Sienkiewicza, która była zaopatrywana z dwóch studni wierconych: 16A "Perła" wykonanej w 1965, położonej przy skrzyżowaniu ul. Jedności Narodowej z ul. Solną, o głębokości 46 m - ujmującej zasolone wody poziomu czwartorzędowego i 16B wykonanej w 1970, położonej na terenie zakładu produkcji wody mineralnej, o głębokości 67 m - ujmującej wody poziomu liasowego. Na początku XXI wieku Uzdrowisko Kołobrzeg zakończyło produkcję wody i sprzedało rozlewnię, która została rozebrana przez nowego właściciela.